# Střední období mínojské kultury
Za tzv. střední období mínojské kultury je považována kultura obyvatel ostrova Kréta od počátku 2. tisíciletí př. n. l. do roku 1750 př. n. l.

## Období paláců
V tomto období se začaly budovat první paláce, a to při severním pobřeží  v Knóssu a v Mallii a na jihu ve Faistu. Palác sloužil nejen jako sídlo vládce a jeho administrativy, ale byl také centrem hospodářským. Řídily se odtud obchodní styky. Zásoby zemědělských plodin a z nich vyrobených produktů, především vína, olivových  olejů a obilí, byly uskladňovány ve skladištích paláce. Veškerá řemeslná výroba byla centralizována do paláce a jeho blízkého okolí. 
V období střední mínojské kultury se paláce nacházely i na Předním východě. Ty krétské se od nich odlišují tím, že neměly žádné opevnění.

## Evidence
Veškeré palácové hospodaření bylo řádně evidováno obrázkovým (piktografickým) písmem, které se na Krétě začíná objevovat již na počátku 3. tisíciletí př. n. l. a používáno bylo až do poloviny 17. století př. n. l. Můžeme se s ním setkat na pečetidlech, hliněných tabulkách a střepech. Písemných památek je však nedostatečné množství, tudíž se nepodařilo písmo rozluštit.

## Lineární písmo A
Patrně od roku 1900 pr.Kr. začali písaři písmo zjednodušovat. Nový  typ je označován za lineární písmo A. To mělo slabičný charakter. Vzhledem k nedostatku písemných památek se podařilo rozluštit pouze několik znaků.

## Katastrofa
Okolo roku 1750 př.Kr. došlo na ostrově k neznámé katastrofě, nejčastěji považované za zemětřesení, která paláce zničila. Brzy poté došlo k jejich opravám, přebudováním a rozšířením. Rok 1750 př.Kr. je často považován za konec středního období mínojské kultury.

## Palác v Knóssu
Palác v Knóssu, jakožto největší mínojský palác, byl ohromným komplexem sestávajícím z mnoha budov. Na ploše 20 000 čtverečních metrů zde žilo přes 30 000 lidí. Knóssos se stal centrem mínojské civilizace, střediskem obchodu, náboženství a politiky. Uvnitř se nacházelo několik královských apartmá, každé opatřené svou vlastní koupelnou. Celý palác měl funkční kanalizační a vodovodní systém tvořený hliněnými trubkami.  Zdi paláce zdobily fresky.